# Morellia podagrica
Morellia podagrica är en tvåvingeart som först beskrevs av Friedrich Hermann Loew 1857.  Morellia podagrica ingår i släktet Morellia och familjen husflugor. Arten är reproducerande i Sverige. Inga underarter finns listade i Catalogue of Life.